# 강철성
강철성(1973년~)은 대한민국의 배우이다.

## 학력
- 서울예술대학 연극과
- 세종대학교 융합예술대학원 공연예술학과

## 출연작

### 영화
- <워킹걸>(2015년) - 출근택시기사 역
- 《여의도》(2010년) - 감식반 역
- 《세븐 데이즈》(2007년) - 은영 납치사건 담당 형사 5 역
- 《챔피언 마빡이》(2007년) - 상우 아빠 역
- 《화려한 휴가》(2007년) - 우는아이 아버지 역
- 《잔혹한 출근》(2007년) - 녹사평 요원 역

### 드라마
- 《사랑의 꽈배기》(2022년, KBS2) - 형사 역
- 《태종 이방원》(2022년, KBS1) - 박순 역
- 《비밀의 남자》(2020년, KBS2) - 공장장 역
- 《해피 시스터즈》(2018년,SBS) - 형사 역
- 《열두밤》(2018년, Channel A) - 택시 운전사 역
- 《시간이 멈추는 그때》(2018년, KBS W)
- 《당신의 하우스헬퍼》(2018년, KBS2) - 의사 역
- 《하나뿐인 내 편》(2018년, KBS2) - 김수혁 역
- 《미스티》(2018년, JTBC)
- 《파도야 파도야》(2018년, KBS2)
- 《도둑놈, 도둑님》(2017년, MBC)
- 《크리미널 마인드》(2017년, tvN)
- 《꽃 피어라 달순아!》(2017년, KBS2)
- 《최강 배달꾼》(2017년, KBS2) - 블랙박스 제공 운전자 역
- 《돌아온 복단지》(2017년, MBC)
- 《황금주머니》(2017년, MBC)
- 《그 여자의 바다》(2017년, KBS2)
- 《행복을 주는 사람》(2017년, MBC)
- 《사임당, 빛의 일기》(2017년, SBS)
- 《빛나라 은수》(2016년, KBS1)
- 《월계수 양복점 신사들》(2016년, KBS2)
- 《함부로 애틋하게》(2016년, KBS2)
- 《별난가족》(2016년, KBS2)
- 《38사기동대》(2016년, OCN)
- 《옥중화》(2016년, MBC)
- 《마스터 - 국수의 신》(2016년, KBS2)
- 《장사의 신 - 객주 2015》(2016년, KBS2)
- 《여왕의 꽃》(2015년, MBC)
- 《어셈블리》(2015년, KBS2)
- 《화정》(2015년, MBC)
- 《징비록》(2015년, KBS) - 허성 역
- 《그래도 푸르른 날에》(2015년, KBS2) - 오부장 역
- 《순정에 반하다》(2015년, JTBC)
- 《닥터 프로스트》(2014년~2015년, OCN) - 형사 역
- 《괜찮아, 사랑이야》(2014년, SBS) - 교도관 역
- 《운명처럼 널 사랑해》(2014년, MBC) - 기자 역
- 《너희들은 포위됐다》(2014년, SBS) - 경찰 역
- 《왔다! 장보리》(2014년, MBC) - 경찰 역
- 《별에서 온 그대》(2013년~2014년, SBS) - 기자 역
- 《빛나는 로맨스》(2013년~2014년, MBC) - 박 실장 역
- 《메디컬 탑팀》(2013년, MBC) - 기자 역
- 《투윅스》(2013년, MBC) - 환경미화원 역
- 《스캔들: 매우 충격적이고 부도덕한 사건》(2013년, MBC)
- 《학교 2013》(2012년~2013년, KBS2) - 레스토랑 손님 역
- 《보고싶다》(2012년~2013년, MBC) - 형사 역
- 《대한민국 정치비사》(2012년, MBN) - 이종찬 역
- 《신사의 품격》(2012년, SBS) - 대리기사 역
- 《인현왕후의 남자》(2012년, tvN) - 죽은 김붕도를 알아본 남자 역
- 《천사의 선택》(2012년, MBC) - 김 비서 역
- 《신들의 만찬》(2012년, MBC) - 해밀의 푸드쇼 담당 PD 역
- 《신드롬》(2012년, JTBC) - 뇌질환센터 개관식 진행자 역
- 《특수사건 전담반 TEN》(2011년 ~ 2012년, OCN) - 기자 역
- 《애정만만세》(2011년~2012년, MBC) - 법원 직원 역
- 《시티헌터》(2011년) - 기자 역
- 《내 마음이 들리니》(2011년, MBC) - 형사 역
- 《계백》(2011년, MBC) - 유신 부장 역
- 《강력반》(2011년, KBS2) - 패스트푸드 사장 역
- 《파라다이스 목장》(2011년, SBS) - 수의사 역
- 《신기생뎐》(2011년, SBS) - 유전자센터 직원 역
- 《KBS 드라마 스페셜 연작 시리즈 - 특별수사대 MSS》(2011년, KBS2) - 장 형사 역
- 《괜찮아, 아빠딸》(2010년~2011년, SBS) - 경찰 역
- 《웃어라 동해야》(2010년, KBS1) - 홈쇼핑 PD 역
- 《제빵왕 김탁구》(2010년, KBS2) - 경찰 역
- 《히어로》(2009년, MBC) - 담당자 역
- 《솔약국집 아들들》(2009년, KBS2) - SBC 기자 역
- 《파트너》(2009년, KBS2) - 검사 역
- 《하얀 거짓말》(2008년, MBC)
- 《가문의 영광》(2008년~2009년, SBS) - 의사 역
- 《내 인생의 황금기》(2008년, MBC)
- 《대왕 세종》(2008년, KBS) - 신이찌 역
- 《그 여자가 무서워》(2007년, SBS)
- 《미우나 고우나》(2007년, KBS1) - 김진수 역
- 《칼잡이 오수정》(2007년, SBS) - 동창생 역
- 《고맙습니다》(2007년, MBC) - 김 비서 역
- 《얼렁뚱땅 흥신소》(2007년, KBS2)
- 《안녕하세요 하느님》(2006년, KBS2) - 연구원 역
- 《서동요》(2005년, SBS) - 내관 역
- 《다이아몬드의 눈물》(2005년, SBS)
- 《제5공화국》(2005년, MBC)
- 《슬픔이여 안녕》(2005년, KBS2) - 홈쇼핑MD 역
- 《쾌걸춘향》(2005년, KBS2)
- 《불멸의 이순신》(2004년, KBS1)
- 《금쪽같은 내 새끼》(2004년, KBS1)
- 《왕꽃 선녀님》(2004년, MBC)
- 《애정의 조건》(2004년, KBS2)
- 《영웅시대》(2003년, MBC) - 정비공 역
- 《회전목마》(2003년, MBC)
- 《대장금》(2003년, MBC)
- 《노란 손수건》(2003년, KBS1)
- 《야인시대》(2002년, SBS)

### 연극
- 《쇼 닥터 힐링》(2012년)